# 5628 Preussen
Az 5628 Preussen (ideiglenes jelöléssel 1991 RP7) a Naprendszer kisbolygóövében található aszteroida. Lutz Schmadel és Freimut Börngen fedezte fel 1991. szeptember 13-án.